# Kunsia tomentosus
Kunsia tomentosus es una especie de roedor, la única del género  monotípico Kunsia, el cual integra la familia Cricetidae. Habita en el centro de Sudamérica. 

## Taxonomía
Esta especie fue descrita originalmente en el año 1830 por el zoólogo alemán Martin Heinrich Carl Lichtenstein. En el año 1966 fue transferida a su género actual por el mastozoólogo estadounidense Philip Hershkovitz.
Subdivisión
Esta especie fue subdividida en 2 subespecies, la típica, la cual habita en gran parte del centro del Brasil y en el nordeste de Bolivia, y Kunsia tomentosus principalis (Lund, 1840) solo conocida por el registro fósil del Pleistoceno de su localidad tipo: Lagoa Santa, Minas Gerais, Brasil, si bien fue sinonimizada con la nominal.

## Distribución geográfica y hábitat
Esta especie se distribuye en el nordeste de Bolivia -en los departamentos de Beni y Santa Cruz- y en el centro-oeste de Brasil, en los estados de Minas Gerais, Mato Grosso, Mato Grosso del Sur y Rondonia.
Este roedor está especializado en vivir en sabanas húmedas, en las cuales habita en madrigueras y túneles subterráneos, donde pasa la mayor parte del tiempo, excepto durante la temporada de lluvias cuando se mueve sobre la superficie. Se alimenta de raíces y hierbas.

## Conservación
Según la organización internacional dedicada a la conservación de los recursos naturales Unión Internacional para la Conservación de la Naturaleza (IUCN), al no poseer mayores peligros y vivir en algunas áreas protegidas, la clasificó como una especie bajo “preocupación menor” en su obra: Lista Roja de Especies Amenazadas.